# Jake Hager
Donald Jacob «Jake» Hager Jr. (Fargo, Dakota del Norte, Estados Unidos; 24 de marzo de 1982) es un ex-luchador profesional y artista marcial mixtoestadounidense
Había firmado como peso pesado para la promoción Bellator MMA. En la lucha libre profesional, Hager es conocido por su estadía en la WWE, AEW y en Lucha Underground, bajo los nombres de Jack Swagger, Jake Hager y Jake Strong respectivamente.
Además, fue miembro de la empresa de desarrollo Florida Championship Wrestling (FCW), donde consiguió en una ocasión el Campeonato Peso Pesado de Florida y lo unificó con el Campeonato Sureño Peso Pesado de la FCW. Hager firmó con la WWE a mediados de 2006. Ha logrado convertirse en tres veces Campeón Mundial al haber sido una vez Campeón de la ECW y una vez Campeón Mundial Peso Pesado, y una vez Campeón mundial Lucha Underground/LU además es una vez Campeón de los Estados Unidos. Además, fue el ganador del Money in the Bank en WrestleMania XXVI.

## Carrera

### World Wrestling Entertainment / WWE (2006-2017)

#### Territorio en desarrollo (2006–2008)
En septiembre de 2006, Hager hizo su debut por la Deep South Wrestling. En 2007, fue enviado a la Ohio Valley Wrestling, pero luego fue reasignado a la Florida Championship Wrestling.
Hager derrotó a Ted DiBiase, Jr. el 15 de febrero de 2008 en Tampa, Florida transformándose en el primer Campeón Peso Pesado de Florida, y un mes después, el 22 de marzo de 2008 Hager derrotaba a Heath Miller por el Campeonato Sureño Peso Pesado de la FCW consiguiendo unificar ambos campeonatos.
Hasta el 8 de agosto de 2008, Hager poseía un invicto de 62 victorias consecutivas. Dicho invicto fue terminado por William Regal en un dark match de Raw el 18 de agosto de 2008. El 18 de septiembre de 2008, fue derrotado por Sheamus O'Shaunessy, perdiendo el Campeonato Peso Pesado de Florida.

#### 2008-2009

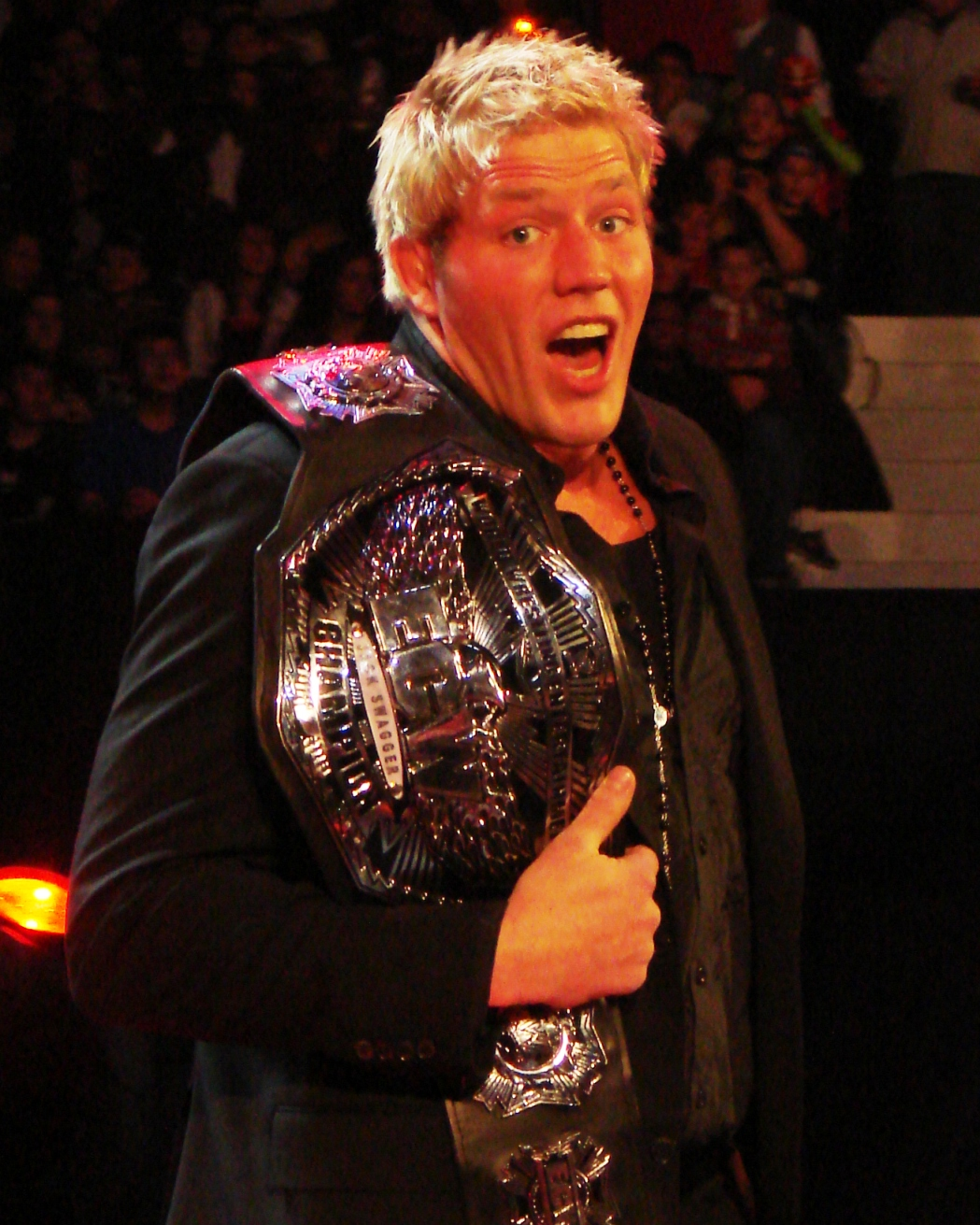
Swagger como Campeón de la ECW.

El 9 de septiembre de 2008, Hager hizo su debut en la marca ECW bajo el nombre de Jack Swagger, ganando un combate contra un jobber. Él inmediatamente se estableció como un heel comenzando un feudo con Tommy Dreamer. Atacó a Dreamer en el episodio del 23 de septiembre de ECW cuando Dreamer intentó impedir que Swagger atacara al jobber Chase Stevens. Él luego derrotó a Dreamer en una lucha normal y en un «Amateur Wrestling Challenge». Después de semanas de enfrentamientos, su rivalidad terminó en noviembre en un Extreme Rules Match, que Swagger ganó para extender su racha invicta en ECW.
Luego buscó desafiar a Matt Hardy por el Campeonato de la ECW y fue nombrado el retador número uno en el episodio del 30 de diciembre de ECW. En el episodio del 13 de enero de 2009 de ECW, Swagger derrotó a Hardy para ganar su primer título la en WWE, el Campeonato de la ECW. Swagger retuvo el campeonato frente a Hardy en el evento Royal Rumble 2009. Su racha invicta terminó en el episodio del 3 de febrero de ECW cuando perdió ante Finlay en un combate no titular. Después de defender exitosamente su título contra Finlay en No Way Out, Swagger comenzó una rivalidad con el recientemente retornado Christian, ante quien perdió el Campeonato de la ECW en Backlash, lo que terminó su reinado de 104 días como campeón. Intentó recuperar el título en una lucha contra Christian en Judgment Day y en un Triple Threat Hardcore Match en Extreme Rules, pero fracasó en ambos intentos. Su intento de ganar el Campeonato de la ECW en The Bash en un ECW Championship Scramble también fracasó.
El 29 de junio fue traspasado de ECW a Raw. Realizó su debut en la marca la misma noche, formando parte de un Gauntlet Match no titular frente al Campeón de la WWE Randy Orton, perdiendo de forma intencional por conteo de ring. Luego en Night of Champions participó en una lucha por el Campeonato de los Estados Unidos de Kofi Kingston, enfrentando además a Carlito, Primo, The Miz y MVP, ganando Kingston. Posteriormente inició un feudo con MVP, ante el cual perdió en SummerSlam. El 31 de agosto en Raw, Swagger obtuvo una oportunidad al Campeonato de los Estados Unidos frente a Kofi Kingston, The Miz y Carlito, pero Kingston nuevamente retuvo el título. Tras esto, empezó un feudo con Kofi Kingston y The Miz, enfrentándose los tres en Hell in a Cell por el Campeonato de los Estados Unidos de la WWE de Kingston, reteniendo su campeonato Kofi. En Bragging Rights, el Team SmackDown (Chris Jericho, Kane, R-Truth, Finlay, The Hart Dynasty (David Hart Smith & Tyson Kidd) & Matt Hardy) derrotó al Team Raw (D-Generation X (Triple H & Shawn Michaels), Cody Rhodes, The Big Show, Kofi Kingston, Swagger & Mark Henry) después de que Big Show los haya traicionado. En Survivor Series, el Team Miz (The Miz, Drew McIntyre, Sheamus, Dolph Ziggler & Swagger) derrotó al Team Morrison (John Morrison, Matt Hardy, Evan Bourne, Shelton Benjamin & Finlay), a pesar de haber sido eliminado por Morrison.

#### 2010
Participó en Royal Rumble con la entrada número 26, pero fue eliminado por Kofi Kingston. Al día siguiente en Raw enfrentó a Triple H en un combate de clasificación a la Elimination Chamber Match por el Campeonato de la WWE a realizarse en Elimination Chamber, pero perdió. El 11 de marzo en Raw derrotó a Santino Marella, clasificándose al Money in the Bank Ladder Match. Dicho combate lo ganó en Wrestlemania XXVI tras derrotar a Dolph Ziggler, Shelton Benjamin, Drew McIntyre, Christian, MVP, Matt Hardy, Evan Bourne, Kofi Kingston y Kane, obteniendo así un contrato para tener una lucha por cualquier Campeonato Mundial, en cualquier momento y en cualquier lugar de su preferencia durante los 12 meses siguientes. Al día siguiente en Raw, Swagger intentó canjear su maletín contra el Campeón de la WWE John Cena, pero desistió de hacerlo luego de que Cena contrarrestara el ataque de Swagger. Ya que el combate nunca inició, Swagger mantuvo el maletín.

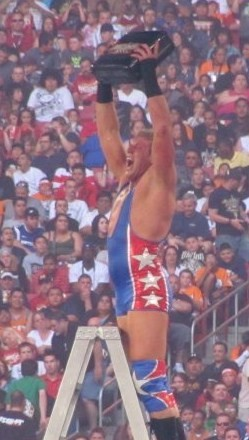
Swagger ganando el maletín de Money in the Bank en WrestleMania XXVI.

En la edición del 30 de marzo de SmackDown (transmitido el 2 de abril), canjeó su contrato del Money in the Bank derrotando a Chris Jericho (que había sido atacado previamente por Edge por el Campeonato Mundial Peso Pesado, cambiando de la marca Raw a SmackDown. En su primera defensa el 16 de abril en SmackDown, logró derrotar a Chris Jericho y Edge. Luego de esto comenzaría un feudo con Randy Orton, reteniendo su campeonato frente a Orton en Extreme Rules en un Extreme Rules Match, finalizando el feudo.  Antes de esto, el 19 de abril, enfrentó al Undertaker, cayendo luego de una «garra» y una «lápida». El 30 de abril en SmackDown inició un feudo con The Big Show, luego de que este fuera nombrado retador a su título y le atacara. En Over the Limit, logró retener su título ante The Big Show al ser derrotado por descalificación. Sin embargo, lo perdió en Fatal 4-Way ante Rey Mysterio en un combate en el que se incluyó a Big Show y CM Punk. Tras esto, empezó un feudo con Mysterio durante el cual estrenó un nuevo finisher, el «Ankle Lock», rindiendo a luchadores como MVP, Kaval o Rey Mysterio. Tuvo su pelea de revancha en Money in the Bank ante Mysterio, pero perdió. Igual en la misma noche Mysterio perdió el campeonato ante Kane al canjear su contrato Money in the Bank. Finalmente, terminó su feudo con Mysterio el 23 de julio en SmackDown!, perdiendo ante él en un 2-of-3 Falls Match en la que estaba en juego una oportunidad por el título de Kane en SummerSlam.
El 6 de agosto en SmackDown comenzó un pequeño feudo con MVP, ambos se enfrentaron la semana siguiente, siendo derrotado por MVP. Ambos volvieron a enfrentarse el 27 de agosto en SmackDown, ganando Swagger por descalificación. Ambos se enfrentaron por última vez el 10 de septiembre en SmackDown, con victoria para Swagger tras forzar a MVP a rendirse con el «Ankle Lock». Después de perder en Hell in a Cell ante Edge, en Bragging Rights, el Team SmackDown (Big Show, Rey Mysterio, Jack Swagger, Edge, Alberto Del Rio, Tyler Reks & Kofi Kingston) derrotó al Team Raw (The Miz, Santino Marella, R-Truth, John Morrison, Sheamus, CM Punk & Ezekiel Jackson), a pesar de que Swagger fue eliminado por Morrison durante el combate. En Survivor Series, el Team Mysterio (Rey Mysterio, Kofi Kingston, Montel Vontavious Porter, Chris Masters & Big Show) derrotó al Team Del Rio (Alberto Del Rio, Swagger, Tyler Reks, Cody Rhodes & Drew McIntyre. Posteriormente perdió el 26 de noviembre en SmackDown ante Kofi Kingston por un puesto en el torneo King of the Ring. En TLC: Tables, Ladders and Chairs compitió en un Ladder Match por el Campeonato Intercontinental ante Dolph Ziggler en un combate donde también luchó Kingston, en el cual perdió siendo Ziggler el ganador del combate.

#### 2011
Participó en Royal Rumble entrando de número 27, pero no logró ganar siendo eliminado por Rey Mysterio. El 11 de febrero fue derrotado por Rey Mysterio en una lucha clasificatoria para la Elimination Chamber Match por el Campeonato Mundial Peso Pesado a llevarse a cabo en Elimination Chamber. En la edición de Raw del 28 de febrero atacó a Jerry Lawler, dándose a conocer como el entrenador de Michael Cole para su lucha contra Lawler en WrestleMania XXVII. En WrestleMania XXVII, Swagger acompañó a Michael Cole en su combate contra Lawler, el cual ganó Cole por descalificación, decisión tomada por el Gerente General de Raw debido a la interencia del árbitro especial Stone Cold Steve Austin. El 1 de mayo en Extreme Rules Jack Swagger & Michael Cole derrotaron a Jarry Lawler & Jim Ross en un Country Whipping Match, luego de que Cole cubriera a Ross con un «Roll-Up». Finalmente, se separó de Cole en Raw el 16 de mayo cuando Cole dijo que nadie se acordaba de él como un excampeón mundial.
La semana siguiente en Raw derrotó a Evan Bourne, pero después del combate Bourne atacó a Swagger, iniciando un feudo entre ellos. Ambos se enfrentaron en Capitol Punishment, perdiendo Swagger. En Money in the Bank, participó en el Raw Money in the Bank Ladder Match, pero fue derrotado por Alberto Del Rio.

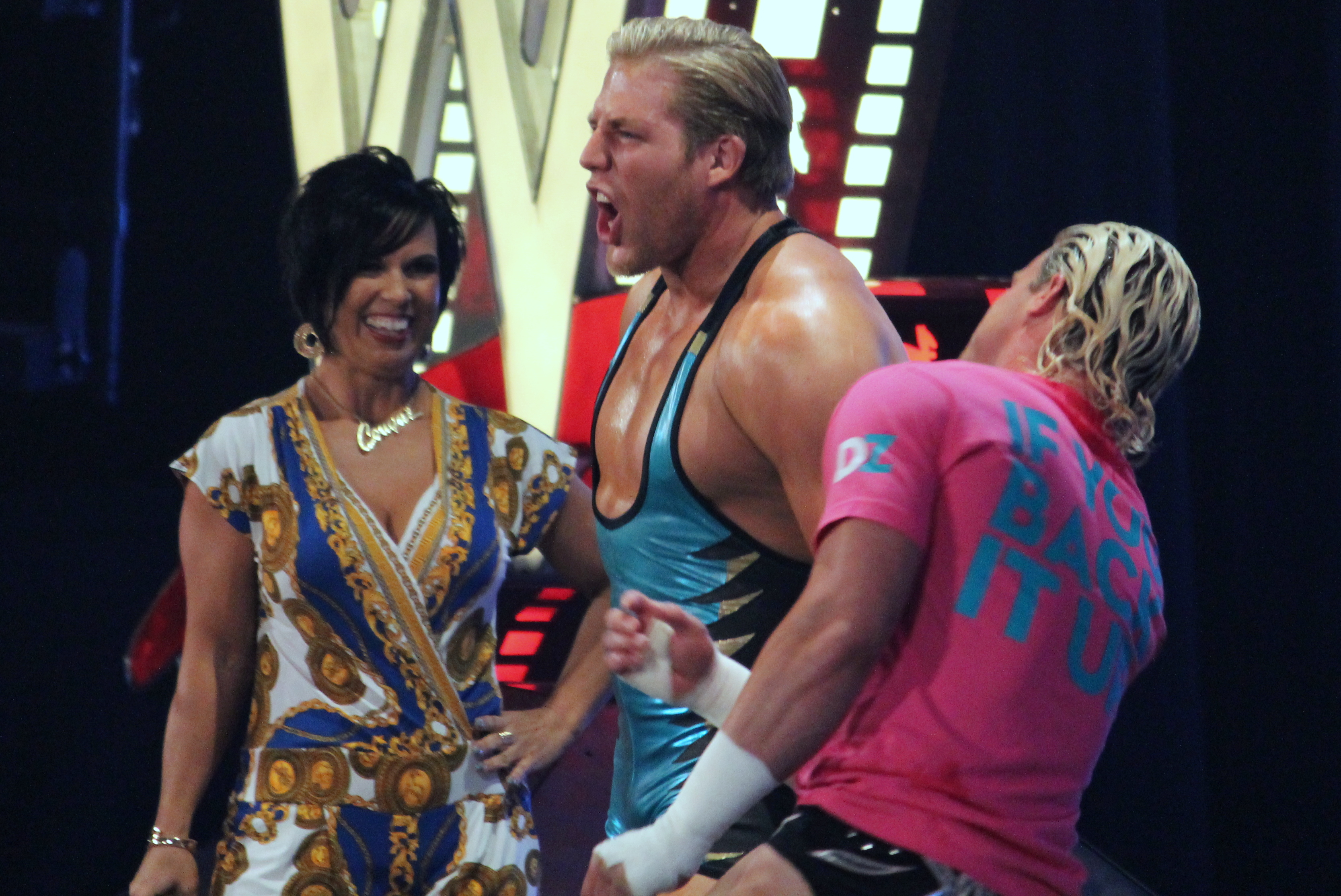
Swagger durante su alianza con Dolph Ziggler y Vickie Guerrero en mayo de 2012.

En el episodio del 15 de agosto de Raw, después de derrotar a Alex Riley, Swagger le sugirió a Vickie Guerrero que debería dirigir a múltiples clientes, en la vena de mánagers como Bobby Heenan y Freddie Blassie. La semana siguiente, Swagger tuvo una lucha «de prueba», pero fue distraído por Guerrero discutiendo con Dolph Ziggler en el ringside y perdió la lucha. Swagger y Ziggler continuaron peleando sobre Guerrero durante las próximas semanas, lo que condujo a una lucha por el Campeonato de Estados Unidos de Ziggler en Night of Champions, también incluyendo a Riley y John Morrison. En el evento, Swagger no tuvo éxito en ganar el título siendo el ganador Ziggler. En el episodio del 19 de septiembre de Raw, Guerrero aceptón dirigir a Swagger. Como resultado, Swagger y Ziggler formaron una alianza, con Swagger ayudando a Ziggler a retener su campeonato. Luego de esto empezaron un feudo con los Campeones en Parejas de la WWE Air Boom (Kofi Kingston & Evan Bourne) enfrentándose ambos equipos en Hell in a Cell y en Vengeance por los campeonatos, siendo derrotados. En Survivor Series el Team Barrett (Wade Barrett, Cody Rhodes, Hunico, Swagger & Ziggler) derrotó al Team Orton (Randy Orton, Kingston, Sin Cara, Sheamus & Mason Ryan), aunque durante el combate Swagger fue eliminado por Orton. En Tribute to the Troops se enfrentó a Zack Ryder, siendo derrotado debido a la interferencia de Sgt. Slaughter. En TLC: Tables, Ladders and Chairs Theodore Long pactó una lucha entre Swagger y Sheamus, combate en donde este último derrotó a Swagger. El 26 de diciembre en Raw, Swagger participó en un Gauntlet Match contra el Campeón de la WWE CM Punk donde si ganaba lo enfrentaría por el título la semana siguiente, pero fue derrotado.

#### 2012
Iniciando el año, Swagger se vio involucrado en el feudo de su compañero Dolph Ziggler con el Campeón de la WWE CM Punk. El 9 de enero en Raw, Swagger se enfrentó a Punk en un combate no titular, siendo derrotado y como consecuencia de esto, Swagger y Vickie Guerrero no podrán estar con Ziggler en su lucha contra Punk en Royal Rumble. El 16 de enero del 2012 en la edición de Raw ganó el Campeonato de los Estados Unidos de la WWE al derrotar a Zack Ryder, quien venía lastimado. Swagger participó del Royal Rumble entrando número 25, sin embargo no logró ganar al ser eliminado por Big Show. En Elimination Chamber retuvo exitosamente su campeonato ante Justin Gabriel. El 27 de febrero en Raw formó equipo con Dolph Ziggler en un combate por los Campeonatos en Parejas de la WWE contra Kofi Kingston & R-Truth y Primo & Epico, reteniendo estos últimos los campeonatos. En la edición del 5 de marzo de Raw perdió el Campeonato de los Estados Unidos de la WWE frente a Santino Marella. En la edición siguiente de SmackDown tuvo la revancha frente a Marella, pero fue derrotado en un Steel Cage Match. En Wrestlemania XXVIII formó parte del Team Johnny (David Otunga, Mark Henry, Dolph Ziggler, Jack Swagger, Drew McIntyre & The Miz) derrotando al Team Teddy (Santino Marella, Kofi Kingston, R-Truth, Zack Ryder, The Great Khali & Booker T), asumiendo John Laurinaitis el control de Raw y SmackDown como resultado. 
La noche siguiente en Raw obtuvo una nueva oportunidad por el Campeonato de los Estados Unidos, contra Santino Marella y Dolph Ziggler, pero no logró ganar, siendo Santino el ganador. Tras el combate intentaron atacar a Santino, pero este fue defendido por Brodus Clay. Debido a esto comenzaron un feudo con él, siendo derrotados Ziggler & Swagger por Santino Marella & Brodus Clay el 9 de abril en Raw. El 23 de abril en Raw, Swagger & Ziggler enfrentaron a Clay & Hornswoggle, siendo derrotados por descalificación luego de la intervención de Vickie Guerrero. La rivalidad culminó con Ziggler siendo derrotado por Clay en Extreme Rules y Swagger siendo derrotado en el SmackDown posterior al evento. En Over the Limit junto a Dolph Ziggler tuvieron una lucha por el Campeonato en Parejas de la WWE, pero fueron derrotados por Kofi Kingston & R-Truth. Ziggler & Swagger volvieron a tener una oportunidad por los títulos en Raw el 28 de mayo, pero nuevamente fueron vencidos por Kingston & R-Truth. Debido a sus continuas derrotas, Ziggler acabó separándose de él. El 11 de junio en Raw, Swagger se enfrentó a Ziggler, The Great Khali y Christian por una oportunidad al Campeonato Mundial Peso Pesado en No Way Out, pero fue derrotado por Ziggler. El 18 de junio en Raw, Swagger y Ziggler se enfrentaron en un combate para hacerse con los servicios de Vickie Guerrero como mánager, siendo derrotado.
El 25 de junio en Raw tuvo una oportunidad por el Campeonato de los Estados Unidos contra Santino Marella pero no logró ganar. El 29 de junio en SmackDown, Swagger fue derrotado por Tyson Kidd en un combate clasificatorio al Money in the Bank Ladder Match por un contrato por el Campeonato Mundial de Peso Pesado. El 3 de septiembre en Raw, después de ser derrotado por el campeón Mundial Peso Pesado Sheamus, abandonó el edificio. Cuando la Gerente General de Raw AJ Lee le preguntó porqué, respondió que se tomaría un descanso. Tras mentenerse inactivo, regresó a luchar durante unos eventos no televisados en diciembre.

#### 2013

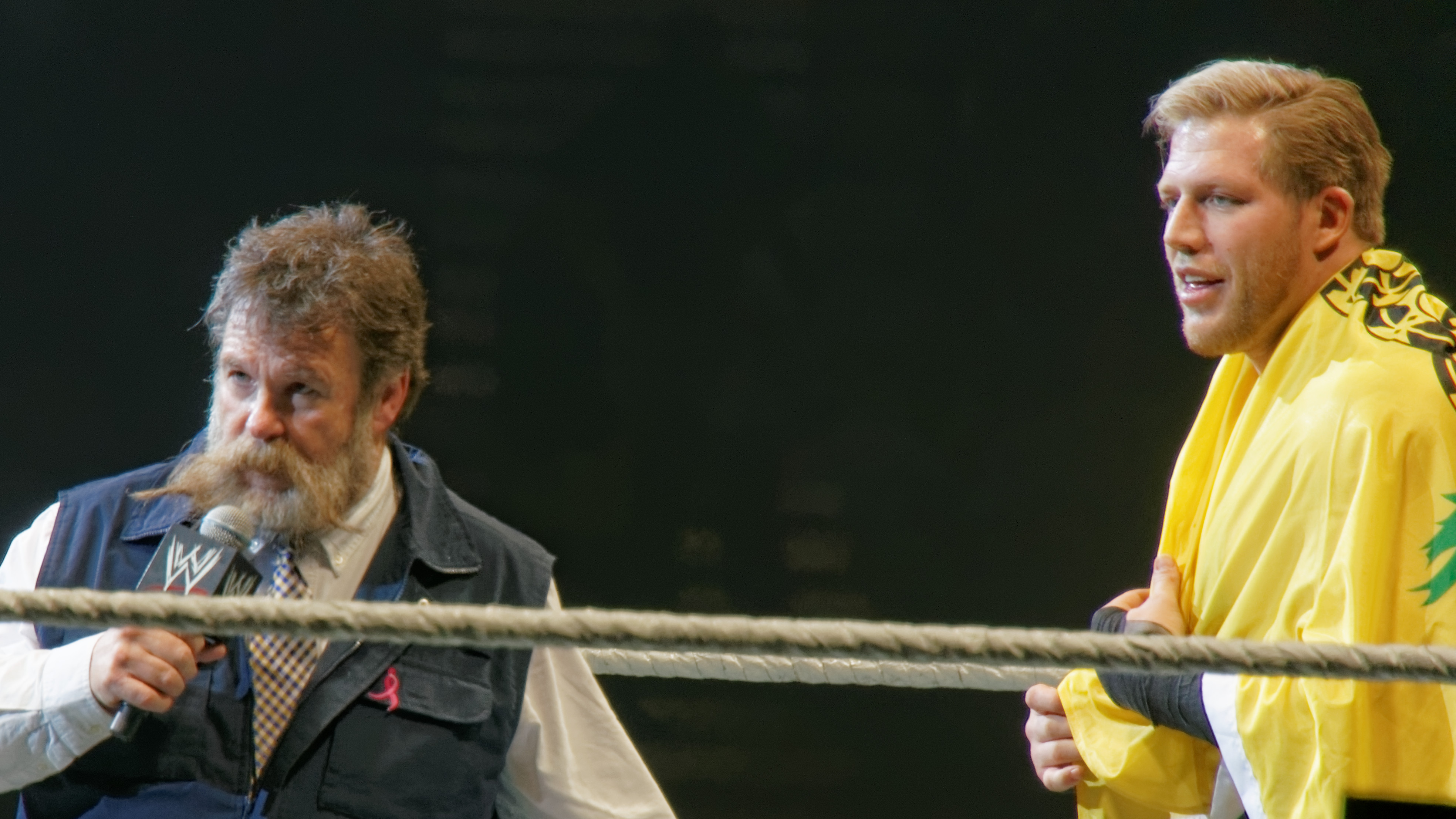
Tras su regreso en 2013, Swagger utilizó un gimmick patriótico, usando a Zeb Colter como su mánager.

El 1 de febrero de SmackDown, Swagger hizo su regreso exigiendo al Gerente General de SmackDown Booker T un puesto en la Elimination Chamber Match de Elimination Chamber. Esa misma noche en su combate de regreso, derrotó a Kofi Kingston. El 11 de febrero, introdujo a su nuevo mánager, Zeb Colter, derrotando a Zack Ryder para calificarse para la Elimination Chamber para determinar el contendiente número uno por el Campeonato Mundial Peso Pesado. A partir de ese momento, comenzó una campaña antiinmigración subiendo videos a YouTube junto a Colter en donde hablaban en contra de los inmigrantes. En Elimination Chamber, logró hacerse con la victoria en la Elimination Chamber Match, sobreponiéndose a Randy Orton, Chris Jericho, Mark Henry, Kane y Daniel Bryan, ganando así una oportunidad al Campeonato Mundial Peso Pesado en WrestleMania 29. Durante las semanas siguientes, Swagger y Colter empezaron a insultar a los mexicanos, ya que el campeón, Alberto Del Rio, es mexicano, lanzando una serie de vídeos en internet en contra de la inmigración. Sin embargo, en WrestleMania 29, no pudo ganar el título tras rendirse luego de un «Cross Armbreaker» de Del Rio. La noche siguiente en Raw, Swagger & Colter se enfrentaron a Del Rio en un Handicap Match, siendo derrotados. Durante el combate, Swagger lesionó a Del Rio en el tobillo, lo que aprovechó Dolph Ziggler para canjear su maletín del Money in the Bank y ganar el título. Debido a esto, se pactó para Extreme Rules un Ladder Match entre Ziggler, Swagger y Del Rio con el título en juego. Sin embargo, luego de que Ziggler sufriera una conmoción cerebral y no pudiera luchar, se cambió a un «I Quit» Match entre Swagger y Del Rio con una oportunidad al título en juego, siendo derrotado. En junio, Swagger tomó un tiempo fuera para someterse a una cirugía en la mano, lo que lo dejó fuera de acción por el resto del mes.

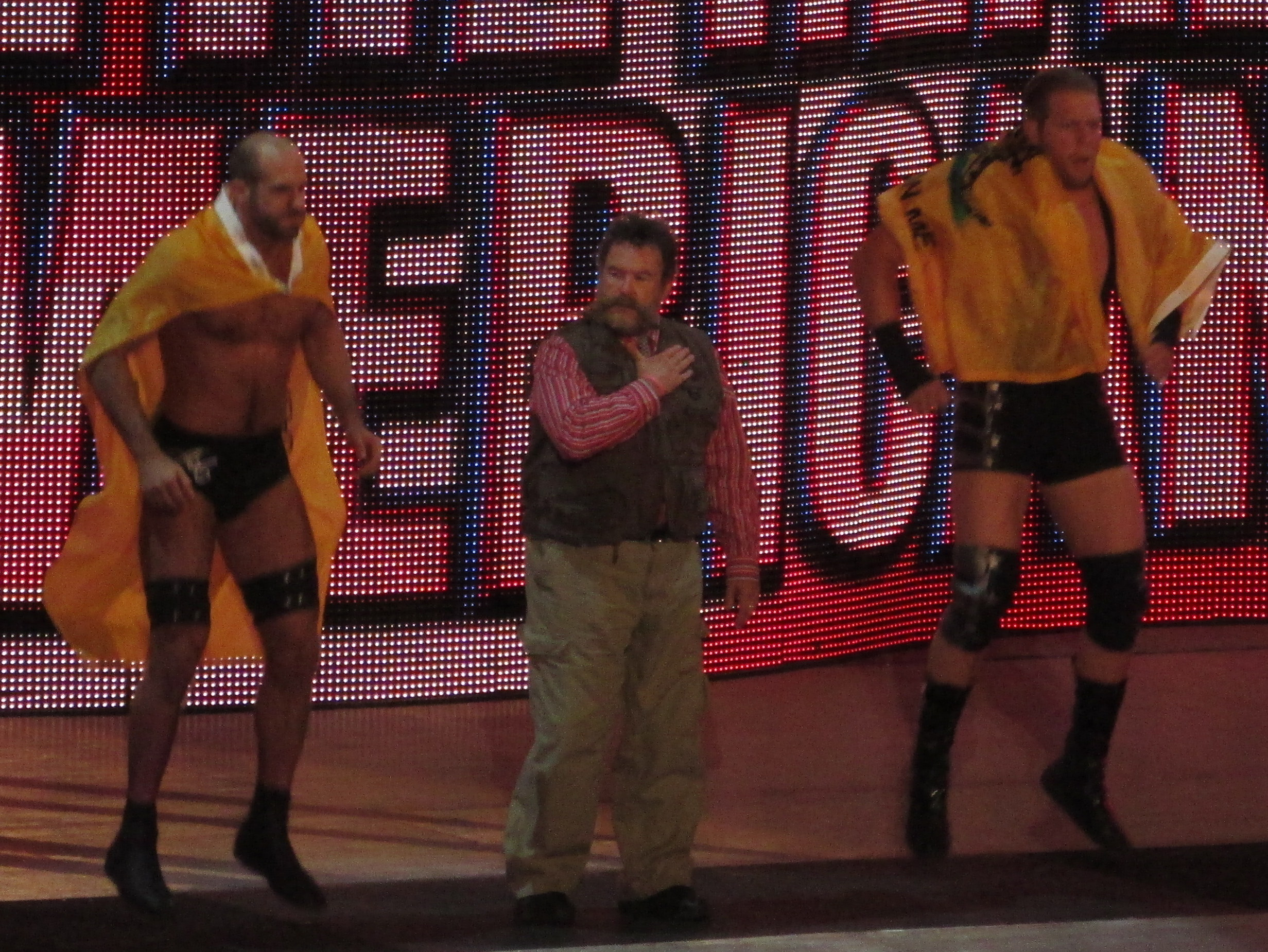
Swager con Colter y Cesaro como The Real Americans.

A fines de junio a pesar de su lesión, Swagger fue incluido en el Money in the Bank por una oportunidad al Campeonato Mundial Peso Pesado a llevarse a cabo en el evento Money in the Bank. Hizo su regreso el 1 de julio en Raw, acompañando junto a Zeb Colter a su nuevo cliente, Antonio Cesaro. Como resultado de esta alianza, Swagger y Cesaro comenzaron a formar equipo, siendo llamados The Real Americans. Su primera lucha tras su regreso fue en Main Event el 3 de julio venciendo a Sin Cara. En Money in the Bank ambos participaron en el combate por el maletín del Campeonato Mundial Peso Pesado, pero no lograron ganar tras la victoria de Damien Sandow. La noche siguiente en Raw, Swagger & Cesaro lucharon juntos por primera vez frente a The Usos, pero fueron derrotados. Esto les hizo comenzar un feudo con The Usos, derrotándolos en Raw el 5 de agosto, pero perdiendo frente a ellos la semana siguiente. El mismo día en Raw, Swagger & Cesaro participaron en una Battle Royal por una oportunidad por el Campeonato de los Estados Unidos de Dean Ambrose en el Pre-Show de SummerSlam, pero no lograron ganar.
En el Kick-Off de Night of Champions, Swagger & Cesaro participaron de un Tag Team Turmoil Match donde los ganadores se enfrentarían en el evento a los Campeones en Parejas de la WWE The Shield (Seth Rollins & Roman Reigns) por los títulos. Sin embargo, no lograron ganar tras ser los últimos eliminados por The Prime Time Players (Titus O'Neil & Darren Young). Al día siguiente en Raw se enfrentaron a The Usos y Tons of Funk (Brodus Clay & Tensai) por una oportunidad a los Campeonatos en Parejas de la WWE, pero fueron derrotados por The Usos. Tras esto entraron en feudo con The Great Khali & Santino Marella, derrotándolos en Battleground. Al día siguiente en Raw, volvieron a derrotar a Khali & Marella en la revancha. Luego comenzaron un feudo con Los Matadores (Diego & Fernando), el cual culminó en Hell in a Cell donde fueron derrotados por ellos. La noche siguiente en Raw, derrotaron a los Campeones en Parejas Cody Rhodes & Goldust en un combate no titular. Como resultado, volvieron a enfrentar a Rhodes & Goldust el 22 de noviembre en SmackDown en un combate titular, pero fueron derrotados. En el evento Survivor Series formaron equipo con The Shield (Roman Reigns, Seth Rollins & Dean Ambrose) derrotando a The Usos, Cody Rhodes, Goldust & Rey Mysterio, siendo el segundo eliminado de su equipo por Jey Uso. En TLC: Tables, Ladders & Chairs, tuvieron una oportunidad por los Campeonatos en Parejas frente a Rhodes & Goldust, RybAxel (Ryback & Curtis Axel) y Big Show & Rey Mysterio, pero no lograron ganar.

#### 2014
Participó en Royal Rumble entrando como el número 7, pero fue eliminado por Kevin Nash. El 31 de enero en SmackDown fue derrotado por Christian en un combate clasificatorio para la Elimination Chamber Match por el Campeonato Mundial Peso Pesado de la WWE. El 14 de febrero en SmackDown ganó una oportunidad por el Campeonato Intercontinental de Big E a llevarse a cabo en Elimination Chamber tras derrotar a Mark Henry, Kofi Kingston y Rey Mysterio, pero fue derrotado en el evento. En el Pre-Show de WrestleMania XXX, The Real Americans fueron el último equipo eliminado de un Fatal Four-Way Match por los Campeonatos en Parejas de la WWE. Tras la lucha, Swagger culpó a Cesaro por la derrota y le aplicó el «Patriot Lock» cuando Zeb Colter les exigió que se dieran la mano. Sin embargo, Cesaro respondió aplicándole un «Cesaro Swing». En ese mismo evento, Cesaro logró ganar la Battle Royal por el trofeo en memoria de André The Giant. La noche siguiente en Raw, Swagger atacó a Cesaro durante la entrega del trofeo, el cual destrozó luego que este se uniera a Paul Heyman, terminando su alianza. Su feudo también involucró a Rob Van Dam, teniendo los tres un combate a eliminación en Extreme Rules. En el evento, Jack Swagger fue el primer eliminado por Rob Van Dam, siendo la lucha ganada por Cesaro.
La noche siguiente en Raw, Zeb Colter y Jack Swagger se empezaron a quejar de los luchadores extranjeros que había en la WWE, cuando el debutante Adam Rose les interrumpió, empezando un feudo. La noche siguiente en Main Event, Jack Swagger fue derrotado por Dolph Ziggler tras la distracción de Adam Rose. Seis días después en Raw, Jack Swagger perdió frente a Rob Van Dam tras otra distracción de Adam Rose. El feudo entre ambos culminó el 2 de junio en Raw, cuando Adam Rose derrotó a Jack Swagger. El 23 de junio durante la emisión de Raw, Jack Swagger fue anunciado como uno de los participantes del Money In The Bank Ladder Match a disputarse en Money in the Bank. La noche siguiente durante las grabaciones de Smackdown, jack Swagger interfirió en una lucha entre Dean Ambrose y Bad News Barrett. Jack Swagger arrojó a Bad News Barrett en una barandilla, legítimamente dislocándole el hombro. Como consecuencia de la lesión, Bad News Barrett fue incapaz de competir en Money In The Bank y fue despojado del Campeonato Intercontinental en el siguiente Raw. Jack Swagger compitió en el Money In The Bank Ladder Match, pero el ganador fue Seth Rollins.
En el episodio del 30 de junio de Raw, Jack Swagger y Zeb Colter se convertirían en faces por primera vez desde que debutaron en la WWE después de que él y Zeb Colter confrontaron a Rusev y Lana indicando que sus acciones sacaban provecho de la libertad de los Estados Unidos lo que condujo a Jack Swagger a atacar Rusev. En el episodio 7 de julio de Raw, Rusev envió un mensaje directo a Jack Swagger y Zeb Colter cuando derrotó a Rob Van Dam por sumisión. En la edición del 14 de julio de Raw, un detente Estados Unidos-Rusia se llevó a cabo entre Rusev y Jack Swagger, en el cual Rusev aceptó el reto de enfrentarse a Jack Swagger en Battleground. En Battleground, Rusev derrotó a Jack Swagger por cuenta fuera. En la edición del 22 de julio de Main Event, Jack Swagger derrotó a Rusev vía descalificación. En la edición del 1 de agosto de SmackDown, un Flag Match fue anunciado entre Jack Swagger y Rusev, que tendría lugar en SummerSlam. En la edición del 4 de agosto de Raw, Jack Swagger y Zeb Colter enfrentaron a Rusev y Lana sobre los Estados Unidos, lo que llevó a Rusev a atacar a Jack Swagger con el asta de la bandera rusa. En SummerSlam, Swagger perdió ante Rusev por knockout. El 1 de diciembre en Raw Swagger encontró a su mentor Zeb Colter golpeado en backstage, siendo Rusev el atacante. En TLC Volvió a enfrentarse a Rusev por el Campeonato de los Estados Unidos pero fue derrotado por sumisión. Después de eso, Swagger continuo con su racha de derrotas, perdiendo ante luchadores como Luke Harper, Bray Wyatt, Titus O'Neil, entre otros.

#### 2015-2017
Participó en Royal Rumble 2015 pero no logró ganar debido a que fue eliminado por Big Show. El 23 de febrero, en Raw, Swagger por fin terminó con su racha de derrotas tras vencer a Stardust por rendición gracias que Goldust distrajo a su hermano. El 26 de febrero en SmackDown confrontó a Rusev por no aceptar el reto de John Cena. El 8 de marzo en SmackDown, atacó a Rusev obteniendo una lucha pero volvió a ser derrotado. El 16 de marzo en RAW Swagger venció a Adam Rose. El 23 de marzo en RAW fue derrotado por Rusev una vez más. En WrestleMania 31 Swagger participó en la Batalla Real por el Trofeo en Memoria de Andre the Giant, pero no logró ganar la lucha. El 2 de junio en Main Event fue derrotado por King Barrett. El 30 de julio en SmackDown fue derrotado por Rusev. Desde entonces solo ha aparecido en Main Event venciendo a luchadores como Bo Dallas, Titus O'Neil, Brad Maddox, The Miz, Adam Rose y King Barrett.
Hizo su regreso en la edición de RAW del 3 de noviembre, saludando a su antiguo mánager, Zeb Colter y topándose con Alberto del Río. El 5 de noviembre en SmackDown Swagger salvó a Neville de un ataque por parte de Alberto Del Rio empezando un feudo con Del Rio. En TLC perdió en un Chairs Match ante Del Río donde el Campeonato Estadounidense estuvo en juego. La noche siguiente en Raw junto a Ryback derrotaron a Alberto del Río y Rusev.
Tuvo algunas apariciones a comienzos de 2016. Se ganó su puesto en el Royal Rumble en el kick-off junto a Mark Henry, pero en la Batalla Real fue rápidamente eliminado por Brock Lesnar. También participó en la André the Giant Memorial Battle Royal de WrestleMania 32, pero no logró ganar. Finalmente, el 19 de julio en el Draft, fue elegido para la marca Raw. Sin embargo su contrato con la marca roja expiró el 3 de octubre. Pero debutó en SmackDown Live al día siguiente derrotando a Baron Corbin (quien tenía una racha de victorias). En No Mercy, fue derrotado por Corbin. El 18 de octubre en SmackDown, nuevamente fue derrotado por Corbin. Su última lucha fue en WWE Main Event, derrotando a Simon Gotch a pesar de las interferencias de Aiden English.
Tras mucho tiempo sin aparecer en televisión, el 1 de marzo, Hager anunció en el podcast de Chael Sonnen que había solicitado y recibió su liberación de la WWE. Sin embargo, la WWE emitió una declaración el 3 de marzo de 2017 en la que afirmaba que a Hager no se le había sido concedida la liberación de su contrato con WWE. También comentan que cuando se le libere, tendría que atenerse a la cláusula contractual que le impide aparecer en otras promociones de lucha libre por 90 días, aunque recibiría una compensación económica de la empresa durante ese período.

### Circuito Independiente (2017-2019)
Aproximadamente un mes después de habérsele concedido su liberación, Hager anunció vía Twitter su participación en la gira australiana de la House of Hardcore 2017 . En mayo, fue parte de la cartelera de La Federación Universal de Lucha Libre en su gira por México. En ella, se pactó un combate entre él y Alberto «El Patrón», donde resultó derrotado.  El 25 de mayo, se enfrentó a Michael Elgin en el evento All American Wrestling - Thursday Night Special, donde nuevamente fue derrotado.
Jack Swagger consiguió su primera victoria en el evento AML - We the People, el que se realizó el 28 de mayo en Yadkinville, NC. En él, se enfrentó a Zane Dawson, quien fue descalificado. Obtuvo su segunda victoria, legítima esta vez, derrotando a Elvis Aliaga en la promoción Compound Pro Wrestling; evento dedicado especialmente al regreso de Swagger a la ciudad de Oklahoma.

### Lucha Underground (2018-2019)
El 20 de junio de 2018, Hager hizo su debut en Lucha Underground como talón. Bajo el nombre de «The Savage» Jake Strong, se unió a Infamous Inc. con Sammy Guevara y Big Bad Steve, enfrentando a los Campeones de Tríos The Mack, Son of Havoc y Killshot. Después de que su equipo perdiera, Strong atacó a todos los miembros, incluido el gerente de Infamous Inc, Famous B. Strong y luego comenzó una enemistad con  Drago y  Aerostar, derrotando a ambos en individuales. partidos y en una e handicap Nunchaku. El 17 de octubre, Strong ganó un 7 Man Battle Royal eliminando a  AR Fox, esa misma noche Strong derrotó a Johnny Mundo. La próxima semana, Strong ganó un partido de eliminación de siete a siete supervivientes para ganar el Campeonato de regalos de los dioses subterráneo de Lucha. En Última lucha Cuatro, después de que  Pentagon Dark derrotó a Marty Martínez para ganar el Lucha Underground Championship, Strong cobró su Campeonato Gift of the Gods para una lucha por el campeonato. derrotó al Pentágono y se convirtió en el nuevo Campeón de Lucha Underground.

### All Elite Wrestling (2019-2024)
El 2 de octubre de 2019, Hager debutó en All Elite Wrestling en el primer show de Dynamite, donde se alineó con el Campeón Mundial de AEW Chris Jericho, Santana & Ortiz, y Sammy Guevara ayudándolos a atacar a The Young Bucks, Cody y Dustin Rhodes. Dirigido por Jericho, posteriormente formó una nueva facción junto con Sammy Guevara, Santana y Ortiz llamada «The Inner Circle».

### Circuito independiente y retiro de los cuadriláteros (2024-2025)
Desde que dejó AEW, Hager comenzó a trabajar en el circuito independiente. Su primer combate fue el 1 de junio de 2024 cuando derrotó a Rhett Titus en Voltage Wrestling's Night At Meritus Park en Hagerstown, Maryland. Un mes después perdió ante James Storm en Battleground Championship Wrestling en Filadelfia. Ese septiembre compitió en el JT Lightning Invitational Tournament 2024 para Absolute Intense Wrestling en Ohio, donde derrotó a Matthew Justice en la primera ronda. Perdió en la segunda ronda ante Eric Taylor en un fatal four way.
Después de un bajón anímico en su carrera que le supuso ya perder toda ambición el 7 de agosto de 2025, anunció su retiro de los cuadriláteros, tras casi 2 décadas de profesionalismo.

## Carrera en las artes marciales mixtas

### Bellator MMA (2017–2023)
En noviembre de 2017, Hager anunció que había firmado con Bellator MMA para formar parte de su división de peso pesado. El 3 de diciembre de 2018, se anunció que Hager haría su debut ante J.W. Kiser en Bellator 214. Ganó la pelea vía sumisión en la primera ronda.

### Récord en artes marciales mixtas
| 3 Victorias (0 KOs, 1 Decisión, 2 Sumisiones); 0 Derrotas; 1 Sin Resultado |         |                 |                               |              |                       |       |        |                         |                   |
| Resultado                                                                  | Récord  | Oponente        | Método                        | Evento       | Fecha                 | Ronda | Tiempo | Localización            | Notas             |
| Victoria                                                                   | 3–0 (1) | Brandon Calton  | Decisión dividida             | Bellator 250 | 28 de octubre de 2020 | 3     | 5:00   | Uncasville, Connecticut |                   |
| Sin resultado                                                              | 2–0 (1) | Anthony Garrett | Sin resultado                 | Bellator 231 | 25 de octubre de 2019 | 1     | 1:56   | Uncasville, Connecticut |                   |
| Victoria                                                                   | 2–0     | T.J. Jones      | Sumisión (arm-triangle choke) | Bellator 221 | 11 de mayo de 2019    | 1     | 2:36   | Rosemont, Illinois      |                   |
| Victoria                                                                   | 1–0     | J.W. Kiser      | Sumisión (arm-triangle choke) | Bellator 214 | 26 de enero de 2019   | 1     | 2:09   | Inglewood, California   | Debut en Bellator |

Récord en artes marciales mixtas de exhibición
| Resultado     | Record | Oponente | Método        | Evento       | Fecha                 | Ronda | Tiempo | Localización          | Notas                |
| Sin resultado | N/A    | Wardlow  | Sin resultado | AEW Dynamite | 25 de octubre de 2019 | 2     | 0:48   | Jacksonville, Florida | Pelea sin puntuación |

## En lucha
- Movimientos finales

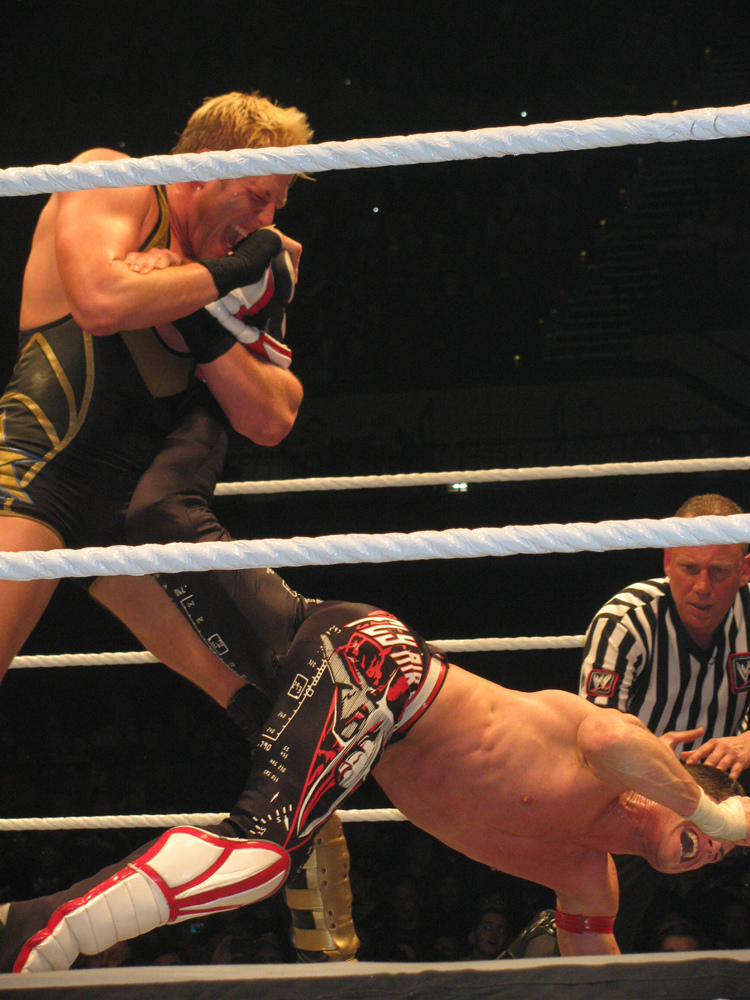
Swagger aplicándole un Ankle lock a Evan Bourne.

  - Kata-gamate (Standing arm triangle chocke)
  - Swagger Bomb (Gutwrench falling powerbomb)[40] – 2008–2012, usado como movimiento de firma en 2013; usado raramente después
  - Patriot Lock[41] (Ankle lock)[42][43] – 2010–presente
  - Red, White and Blue Thunder Bomb (Spin-out powerbomb)[44][45] – 2008

- Movimientos de firma
  - Swagger Bomb (Running corner slingshot splash)
  - Double leg takedown
  - Varios tipos de suplex:
    - Delayed vertical
    - Overhead o side belly to belly, a veces desde una posición elevada
    - Northern lights
    - Bridging three-quarter Nelson[46]
    - Gutwrench[47] - 2008-presente
    - Belly to back

  - Running clothesline
  - Dragon screw legwhip
  - Running knee strike
  - Abdominal stretch
  - Neckbreaker slam
  - Front powerslam, a veces contra el turnbuckle
  - Gorilla press slam
  - Full Nelson
  - Bow and arrow strecht
  - Small package pin
  - Belly to belly shoulderbreaker
  - Kneeling gutbuster
  - Bearhug
  - Big boot

- Managers
  - The Soaring Eagle[48]
  - Michael Cole
  - Vickie Guerrero
  - Dolph Ziggler
  - Zeb Colter
  - Cesaro

- Apodos
  - «The All-American American»
  - «The Real American»

## Campeonatos y logros
- All Elite Wrestling
  - Dynamite Award (2 veces)
    - «Bleacher Report PPV Moment of the Year» (2021) – Stadium Stampede match (The Elite vs. The Inner Circle) – Double or Nothing (May 23)
    - «Biggest Beatdown» (2021) – The Inner Circle jumping Orange Cassidy – Dynamite (June 10)
- Florida Championship Wrestling
  - FCW Florida Heavyweight Championship (1 vez) - Reinado como FCW Undisputed Champion[49]
  - FCW Southern Heavyweight Championship (1 vez, último)[50]

- Lucha Underground/LU
  - Lucha Underground Championship (1 vez, último)
  - Lucha Underground Gift of the Gods Championship (1 vez, último)

- World Wrestling Entertainment/WWE
  - World Heavyweight Championship (1 vez)
  - ECW Championship (1 vez)
  - WWE United States Championship (1 vez)
  - Money in the Bank (2010)
  - Elimination Chamber (2013)

- 5 Star Wreslting
  - 5 Star Wrestling Championship (1 vez)

- Imperial Wrestling Revolution
  - IWR Heavyweight Championship (1 vez)
- Pennsylvania Premiere Wrestling
  - PPW Heavyweight Championship (1 vez)

- Pro Wrestling Illustrated
  - Situado en el N.º 222 en los PWI 500 de 2008[51]
  - Situado en el N.º 18 en los PWI 500 de 2009[52]
  - Situado en el N.º 21 en los PWI 500 de 2010[53]
  - Situado en el N.º 39 en los PWI 500 de 2011[54]
  - Situado en el N.º 33 en los PWI 500 de 2012[55]
  - Situado en el N.º 29 en los PWI 500 de 2013[56]
  - Situado en el N.º 74 en los PWI 500 de 2014[57]
  - Situado en el N.º 137 en los PWI 500 de 2015[58]
  - Situado en el N.º 137 en los PWI 500 de 2016[59]
  - Situado en el N.º 246 en los PWI 500 de 2017[60]
  - Situado en el N.º 275 en los PWI 500 de 2018[61]
  - Situado en el N.º 176 en los PWI 500 de 2020[62]
  - Situado en el N.º 278 en los PWI 500 de 2021[63]
  - Situado en el N.º 301 en los PWI 500 de 2022[64]
- Wrestling Observer Newsletter
  - Lucha de 5 estrellas (2022) con Chris Jericho, Daniel Garcia, Matt Menard & Angelo Parker vs. The Blackpool Combat Club (Bryan Danielson & Jon Moxley), Eddie Kingston, Santana & Ortiz en Double or Nothing el 29 de mayo